# Homoplectra oaklandensis
Homoplectra oaklandensis là một loài Trichoptera trong họ Hydropsychidae. Chúng phân bố ở miền Tân bắc.